# Acaulimalva parnassiifolia
Acaulimalva parnassiifolia är en malvaväxtart som först beskrevs av William Jackson Hooker, och fick sitt nu gällande namn av Krapovickas. Acaulimalva parnassiifolia ingår i släktet Acaulimalva och familjen malvaväxter. Inga underarter finns listade i Catalogue of Life.